# Sint-Vaastkerk (Belle)
De Sint-Vaastkerk (Frans: Église Saint-Vaast) is een rooms-katholieke parochiekerk in de gemeente en stad Belle, gelegen aan het Place du Cardinal Achille Liénart, in het Franse Noorderdepartement.

## Geschiedenis
In de 17e eeuw stond hier een driebeukige hallenkerk. Deze werd tijdens de bombardementen van 1918 verwoest. Bij de ruïne vindt men een oorlogsmonument.
In 1932 werd een nieuwe kerk ingewijd, naar ontwerp van Louis-Marie Cordonnier en Louis-Stanislas Cordonnier. De bakstenen basilicale kruiskerk heeft elementen uit de neoromaanse en neobyzantijnse stijl, en ook kenmerken van de art-decostijl.
De preekstoel en het altaar zijn gebeeldhouwd door Camille Debert, en de 27 glas-in-loodramen door Tambouret. Deze verbeelden de geschiedenis van de stad en diverse persoonlijkheden die in verband met deze stad staan.